# Simeon Roksandić
Simeon Roksandić (en serbe cyrillique : Симеон Роксандић ; né le 14 mai 1874 à Majske Poljane, Glina, et mort le 12 janvier 1943 à Belgrade) était un sculpteur serbe originaire de Croatie. Il fut membre de l'Académie serbe des sciences et des arts. Il est connu pour ses bronzes et ses fontaines.

## Œuvres
- Čika Mitke également connu sous le nom de Monument des Libérateurs de Vranje vis-à-vis, commémore le départ des Ottomans en 1878 ; il a été réalisé en 1903.
- Dečak koji vadi trn (« L'enfant qui s'enlève une épine »), 1922.
- Zlosrećni ribar (« Le pêcheur malheureux »), également appelé Borba (« La lutte ») dans le parc de Kalemegdan à Belgrade.
- Dečak sa razbijenim krčagom (« L'enfant à la cruche cassée »), sur la Fontaine de Čukur à Belgrade 1922-1931 ; l'ensemble est aujourd'hui classé Monument historique[1].

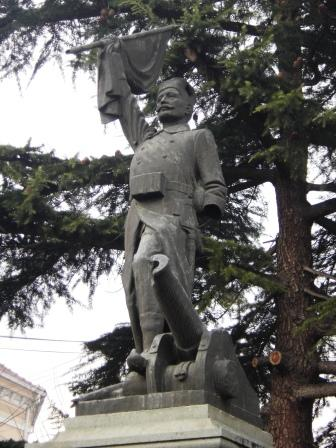
Čika Mitke
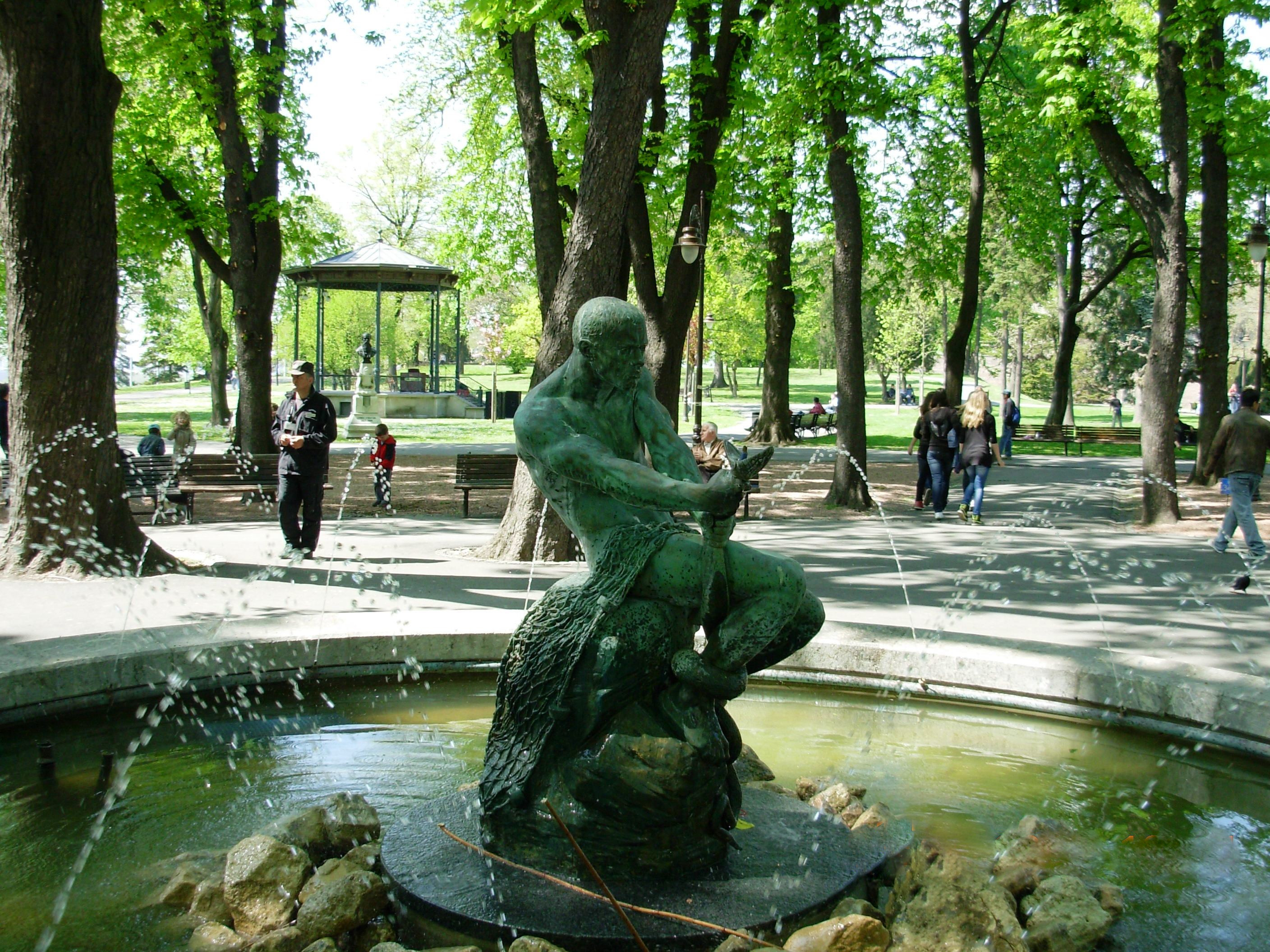
Le pêcheur malheureux
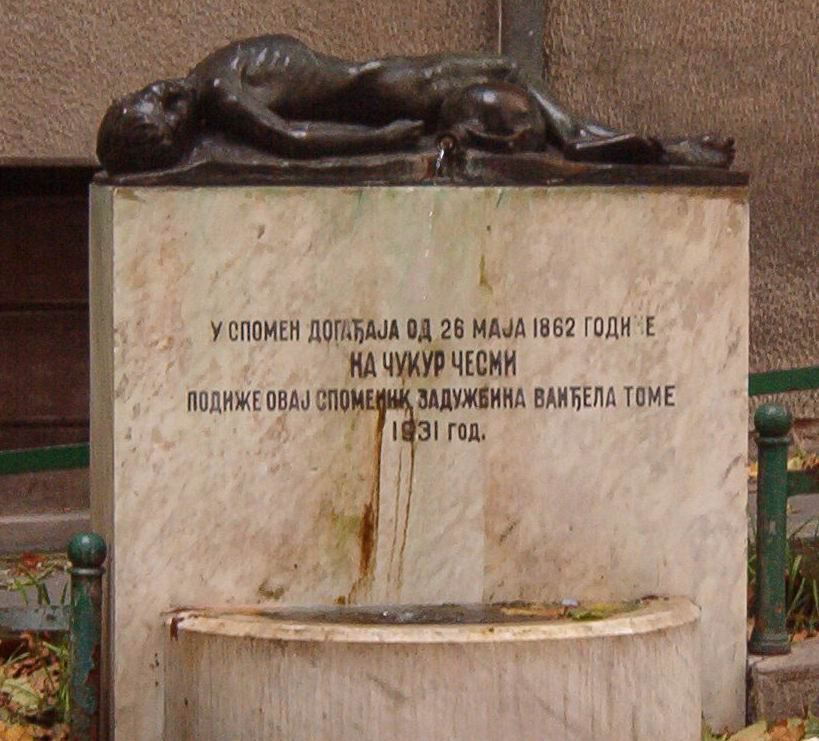
La Fontaine de Čukur à Belgrade

Il est également représenté dans les collections du Musée national de Kragujevac